# Fruktetrar
Fruktetrar, eller fruktestrar, är blandning av olika estrar lösta i alkohol eller glycol. De vanligast använda estrarna är föreningar av amyl-, metyl- och etylalkohol med ättik-, myr-, kapron-, kapryl-, valerian-, smör- eller bensoesyra m.fl.
Fruktetrar används i första hand i konditorier, i lemonadtillverkning, glasstillverkning, för sockervaror o dyl.